# Гибсон, Боб
Роберт «Боб» Гибсон (англ. Robert «Bob» Gibson, 9 ноября 1935 — 2 октября 2020) — американский профессиональный бейсболист, выступавший 17 сезонов в Главной лиге бейсбола за команду «Сент-Луис Кардиналс». За свою карьеру он одержал 251 победу, сделал 3117 страйкаутов, а его средняя пропускаемость составила 2,91. Гибсон 9 раз участвовал в матчах всех звёзд МЛБ, два раза становился самым ценным игроком Мировой серии, два раза выигрывал приз Сая Янга Национальной лиги, а в 1968 году стал самым ценным игроком НЛ. За свои достижения в 1981 году Гибсон был введён в бейсбольный Зал славы, а в 1999 году включён в команду столетия МЛБ.
Гибсон родился в Омахе (штат Небраска). В детстве увлекался бейсболом и баскетболом. Первоначально Гибсон подписал контракт как с баскетбольным клубом «Гарлем Глобтроттерс», так и с организацией «Сент-Луис Кардиналс», но позже решил сосредоточиться полностью на бейсболе. В июле 1961 году он стал стартовым питчером клуба и в 1962 году попал на свой первый матч всех звёзд. В Мировой серии 1964 года Гибсон одержал победу в двух из трёх игр, в которых он участвовал, а в Мировой серии 1967 года он выиграл все три игры, в которых участвовал и которые были полными. Входит в неформальную группу Чёрных тузов.
Пиком карьеры Гибсона стал 1968 год, когда он установил рекорд МЛБ в «современной эре» по средней пропускаемости за сезон 1,12, а в первой игре Мировой серии 1968 года сделал 17 страйкаутов. В 1971 году он сыграл три ноу-хиттера. После окончания игровой карьеры Гибсон работал тренером питчеров.

## Ранняя жизнь
Гибсон родился в Омахе (штат Небраска) в семье Пэка и Виктории Гибсонов и был младшим из семи детей (пять мальчиков и две девочки). Его отец умер от туберкулёза за три месяца до его рождения, поэтому его назвали в есть отца — Пэк Роберт Гибсон. Однако ему не нравилось его первое имя и позже он сменил его на Роберт. Несмотря на то, что в детстве он был болезненным мальчиком, он увлекался спортом и принимал участие как в дворовых, так и в организованных спортивных соревнованиях по баскетболу и бейсболу. В детстве большое влияние на него оказывал его старший брат Джош, который был старше Роберта на 15 лет. Гибсон играл в разных баскетбольных и бейсбольных командах, а Джош тренировал его. Многие из этих команд были организованы местными отделениями YMCA.
Гибсон учился в Омахской технической старшей школе, где занимался лёгкой атлетикой, баскетболом и бейсболом. Из-за проблем со здоровьем ему требовалось разрешение доктора на участие в спортивных мероприятиях из-за шумов в сердце, которые происходили одновременно с быстрым ростом мальчика. В выпускном классе Гибсон был включён в баскетбольную сборную всех звёзд штата, а вскоре получил полную стипендию Крейтонском университете.
В Крейтоне Гибсон стал изучать социологию, одновременно продолжая заниматься баскетболом. На третий год обучения он в среднем за игру набирал 22 очка и был включён в третью иезуитскую сборную всех звёзд. Весной 1957 года, незадолго до окончания обучения, к Гибсону стал высказывать интерес баскетбольный клуб «Гарлем Глобтроттерс» и бейсбольная команда «Сент-Луис Кардиналс». В 1957 году Гибсон получил бонус в размере 3000 долларов от «Кардиналс» за подписание с ними контракта. Но его дебют в профессионалах был задержан на год, который он провёл, выступая за «Глобтроттерс», где получил прозвище «Пуля» и получил известность за слэм-данки спиной к кольцу. Даже начав профессионально играть в бейсбол, Роберт продолжал играть в баскетбол. Это продолжалось до тех пор, пока генеральный менеджер «Кардиналс» Бинг Дивайн не предложил ему тысячу долларов за то, чтобы тот прекратил играть в баскетбол, на что Гибсон согласился. Он провёл весенние тренировки 1958 года с «Кардиналс», после чего провёл остаток сезона в низших лигах.

## После завершения игровой карьеры
Перед тем, как Гибсон вернулся домой в Омаху в конце сезона 1975 года, генеральный менеджер «Кардиналс» Бинг Дивайн предложил ему неопределенную работу, которая зависела от одобрения вышестоящих должностных лиц клуба. Будучи неуверенным в своей дальнейшей карьере, Гибсон решил отклонить предложение. Вернувшись домой он работал в совете одного из местных банков, был одним из основных инвесторов радио KOWH, основал ресторан «Gibson’s Spirits and Sustenance», где часто работал по 10-12 часов в день. Он также работал запасным спортивным аналитиком в передаче канала ABC Monday Night Baseball в 1976 году. Он также некоторое время работал комментатором игр «Нью-Йорк Нетс» из Американской баскетбольной ассоциации.
В 1981 году Гибсон вернулся в бейсбол, приняв предложение войти в тренерский состав «Нью-Йорк Метс». Генеральный менеджер «Метс» Джо Торре охарактеризовал его пост как «тренер отношений». В 1982 году Торре перешёл в «Атланту Брэйвз» и нанял Гибсона на пост тренера питчеров. В сезоне 1982 года «Брэйвз», впервые с 1969 года, вышли в финал НЛ, где проиграли «Сент-Луис Кардиналс». Гибсон оставался в тренерском штабе Торре до конца сезона 1984 года. После чего с 1985 по 1989 год он вёл передачу на радио KMOX, выходящую до и после игр «Кардиналс». В 1990 году он работал комментатором на ESPN, но по окончании контракта отказался продлевать его, чтобы проводить больше времени с семьёй.